# Lado a Lado (álbum de Mafalda Veiga e João Pedro Pais)
Lado a Lado  é o oitavo álbum de estúdio de Mafalda Veiga, publicado em 2007 pelas edições Valentim de Carvalho.  Foi gravado nos Estúdios Vale de Lobos.
Em finais de 2006, Mafalda Veiga e João Pedro Pais aceitaram o desafio de construírem um espectáculo conjunto, diferente e completamente novo. 
Assim nasceu Lado a Lado. 
O álbum contem 17 faixas. 

## Faixas
1. "Paciência"
2. "Cada Lugar Teu"
3. "O Lume"
4. "Aqui Dentro de Casa"
5. "Cúmplices"
6. "Foi Por Ela"
7. "Lado a Lado"
8. "Lembra-te de Mim"
9. "Lisboa de Mil Amores"
10. "Louco Por Ti"
11. "Mais Que Uma Vez"
12. "Nada de Nada"
13. "Ninguém é de Ninguém"
14. "O Dia Mais Longo"
15. "Ouve-se o Mar"
16. "Tatuagens"
17. "Tudo Bem"